# Извекова, Мария Евграфовна
Ма́рья Евгра́фовна Изве́кова (в замужестве Бедряга; 12 [23] февраля 1789, по другим сведениям 1794 — 15 [27] января 1830, Санкт-Петербург) — русская писательница.
Написала несколько стихотворений патриотического содержания, драму «Альфонс и Флорестини, или счастливый оборот» (М., 1807) и слабые романы: «Эмилия, или печальные последствия безрассудной любви» (1806); «Милена, или редкий пример великодушия» (1809), «Торжествующая добродетель над коварством и злобой» (1809).
В начале XX века на страницах Русского биографического словаря была дана следующая оценка её творчеству: «Извекова была образованная женщина, но не обладала литературным талантом. Её объемистые, скучные романы с высоконравственным содержанием нередко служили поводом к сочинению обидных для авторского самолюбия эпиграмм».